# Rhynchostegiella novae-zealandiae
Rhynchostegiella novae-zealandiae là một loài rêu trong họ Brachytheciaceae. Loài này được Dixon mô tả khoa học đầu tiên năm 1929.